# بوگاکو

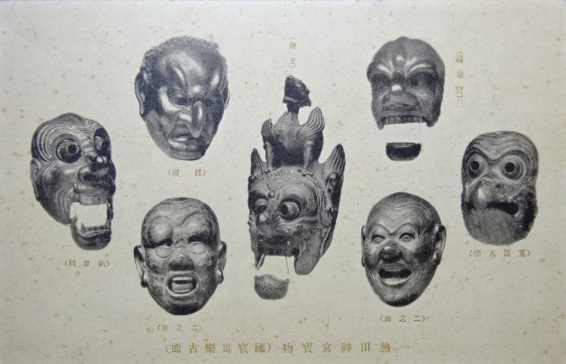
برخی از ماسک‌های بوگاکو

بوگاکو، رقص و موسیقی دربار (به ژاپنی: 舞楽 Bugaku) نوعی رقص سنتی ژاپنی است. این نوع رقص از کشورهای آسیایی وارد ژاپن شد و امروزه به صورت نوعی کاگورا (رقص مقدس) درآمده است. بیش از ۱۲۰۰ سال، این نوع رقص فقط برای اشراف شناخته شده بود، اما پس از جنگ جهانی دوم، اجرای این نوع رقص برای عموم مردم آزاد شد.